# 두샨 바스타
두샨 바스타(세르보크로아트어: Душан Баста, 1984년 8월 18일, 세르비아 베오그라드 ~ )는 세르비아의 전 축구 선수이다.